# Tadeja Brankovič-Likozar
Tadeja Brankovič-Likozar (geboren als Tadeja Brankovič) (Kranj, 20 december 1979) is een Sloveense biatlete. Brankovič vertegenwoordigde haar vaderland op de Olympische Winterspelen 1998 in Nagano, de Olympische Winterspelen 2002 in Salt Lake City, de Olympische Winterspelen 2006 in Turijn, en de Olympische Winterspelen 2010 in Vancouver. Ze is getrouwd met voormalig handballer Domen Likozar en samen met hem heeft ze een dochter, Maša (2009), en een zoon (2011).

## Resultaten

### Olympische Winterspelen
| Jaar | Plaats         | Resultaten                                                                            |
| ---- | -------------- | ------------------------------------------------------------------------------------- |
| 1998 | Nagano         | 36e 7,5 km sprint 36e 15 km individueel 9e 4x7,5 estafette                            |
| 2002 | Salt Lake City | 63e 7,5 km sprint 41e 15 km individueel 6e 4x7,5 km estafette                         |
| 2006 | Turijn         | 31e 7,5 km sprint 31e 10 km achtervolging 39e 15 km individueel 6e 4x7,5 km estafette |
| 2010 | Vancouver      | 75e 7,5 km sprint 63e 15 km individueel 8e 4x7,5 km estafette                         |

### Wereldkampioenschappen
| Jaar | Plaats           | Resultaten |
| ---- | ---------------- | --- |
| 1996 | Ruhpolding       | 69e 7,5 km sprint 72e 15 km individueel                                                                                       |
| 1997 | Brezno-Osrblie   | 19e 4x7,5 km estafette 18e Ploegproef (team)                                                                                  |
| 1998 | Pokljuka         | 38e 10 km achtervolging |
| 1999 | Kontiolahti      | 55e 7,5 km sprint 13e 4x7,5 km estafette                                                                                      |
| 2000 | Oslo             | 40e 7,5 km sprint 47e 10 km achtervolging 46e 15 km individueel                                                               |
| 2001 | Pokljuka         | 58e 7,5 km sprint 49e 10 km achtervolging 26e 15 km individueel 7e 4x7,5 km estafette                                         |
| 2003 | Chanty-Mansiejsk | 55e 7,5 km sprint DNS 10 km achtervolging 45e 15 km individueel 11e 4x6 km estafette                                          |
| 2004 | Oberhof          | 29e 7,5 km sprint 35e 10 km achtervolging 35e 15 km individueel 10e 4x6 km estafette                                          |
| 2005 | Hochfilzen       | 47e 7,5 km sprint 42e 10 km achtervolging 29e 12,5 km massastart 54e 15 km individueel 8e 4x6 km estafette                    |
| 2005 | Chanty-Mansiejsk | 9e Gemengde estafette |
| 2006 | Pokljuka         | 7e Gemengde estafette |
| 2007 | Antholz          | 8e 7,5 km sprint 5e 10 km achtervolging 9e 12,5 km massastart 23e 15 km individueel 4e 4x6 km estafette 4e Gemengde estafette |
| 2011 | Chanty-Mansiejsk | 19e' 7,5 km sprint 29e 10 km achtervolging 69e 15 km individueel                                                              |

### Wereldbeker
Eindklasseringen
| Seizoen   | Algemeen | Individueel | Sprint | Achtervolging | Massastart |
| --------- | -------- | ----------- | ------ | ------------- | ---------- |
| 1996/1997 | 41e      |             |        |               |            |
| 1997/1998 | 40e      |             |        |               |            |
| 2000/2001 | 30e      |             |        |               |            |
| 2001/2002 | 44e      |             |        |               |            |
| 2002/2003 | 38e      |             |        |               |            |
| 2003/2004 | 42e      |             |        |               |            |
| 2004/2005 | 23e      |             |        |               |            |
| 2005/2006 | 18e      |             |        |               |            |
| 2006/2007 | 11e      |             |        |               |            |
| 2009/2010 | 62e      |             |        |               |            |
| 2010/2011 | 55e      |             |        |               |            |